# Oropsylla idahoensis
Oropsylla idahoensis är en loppart som först beskrevs av Baker 1904.  Oropsylla idahoensis ingår i släktet Oropsylla och familjen fågelloppor. Inga underarter finns listade i Catalogue of Life.